# Serguéi Fedórchenko
Serguéi Fedórchenko (Almatý, Kazajistán, 18 de septiembre de 1974) es un gimnasta artístico kazajo, campeón del mundo en 1997 en la prueba de salto de potro.

## 1997
En el Mundial celebrado en Lausana (Suiza) gana el oro en salto de potro, por delante del ruso Nikolai Kryukov (plata) y del rumano Adrian Ianculescu (bronce).